# Erica Fischer
Erica Fischer (St. Albans, Hertfordshire, 11 de enero de 1943) es una escritora, periodista, traductora y activista por los derechos de las mujeres. Es conocida sobre todo por su novela Aimée & Jaguar (1995) basada en la relación entre Felice Schragenheim y Lilly Wust. Traducida a 20 idiomas, tuvo una adaptación cinematográfica, Aimée y Jaguar, en 1999.

## Trayectoria
Erica Fischer nació en el Reino Unido, donde sus padres habían emigrado en 1938 tras la anexión de Austria por la Alemania nazi. En 1948 la familia regresó a Viena. A principios de los años setenta, Fischer colaboró en una campaña por los derechos de las mujeres, participando en la creación del Neue Frauenbewegung (Nuevo Movimiento de las Mujeres). Participó en la creación de la revista feminista AUF – Eine Frauenzeitschrift y la librería Frauenzimmer en Viena.

## Obra
El mayor éxito de Erica Fischer fue el testimono novelado Aimée & Jaguar, en el que utilizó testigos contemporáneos para reconstruir la historia de amor de dos mujeres en Alemania durante la era nazi. En el centro de la historia están los recuerdos de Lilly Wust y de su amante Felice Schragenheim, que fue secuestrada por la Gestapo en 1944 y murió en el campo de concentración de Bergen-Belsen.
El libro ha sido traducido a numerosos idiomas. En 1996 recibió el Premio Literario Lambda.
Max Färberböck filmó la historia de amor en 1998 con un título parecido, Aimée yJaguar.

## Reconocimientos
- Premio Literario Lambda 1995 en la categoría “Biografía o Autobiografía Lésbica” por Aimée & Jaguar.[4]
- Beca de residencia en Künstlerhaus Schloss Wiepersdorf 1999, Brandeburgo [6]
- Beca para proyectos de literatura del Ministerio Federal de Educación, Arte y Cultura de Austria, 2006/2007
- Beca de residencia en Villa Decius 2007, Cracovia.[7]
- En 2009 Diploma Hedwig Dohm del Journalistinnenbund.[8]
- Escritora residente en la Casa de Literatura de Baja Austria 2017, Krems/Stein [9]